# Stefan Junge

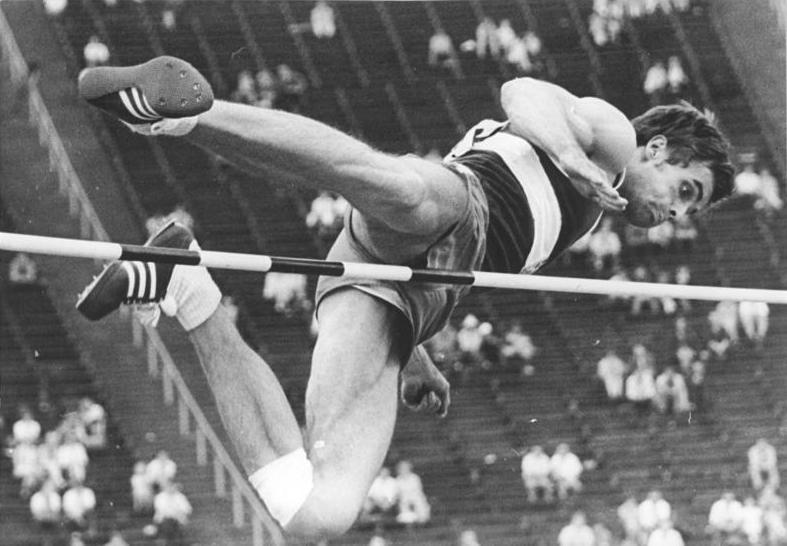
Stefan Junge, 1972

Stefan Junge (* 1. September 1950 in Leipzig, Sachsen) ist ein ehemaliger deutscher Leichtathlet, der – für die DDR startend – bei den Olympischen Spielen 1972 in München die Silbermedaille im Hochsprung gewann (2,21 m).
Stefan Junge war als Jugendlicher zunächst Zehnkämpfer und Stabhochspringer und wurde in beiden Disziplinen 1966 Spartakiadesieger.
1968 wurde er Zehnkampf-Zweiter bei den Europäischen Juniorenspielen in Leipzig und wechselte danach wegen einer Verletzung zum Hochsprung. Dort fiel er durch häufig wechselnde Sprungstile auf; er sprang im Grunde alle Techniken außer dem Flop (siehe auch Hochsprung-Techniken). Seine Olympiamedaille ersprang er mit dem Tauchwälzer (Straddle).
Stefan Junge nahm an den Leichtathletik-Europameisterschaften 1971 teil und wurde Fünfter. Nach seinem Olympiaerfolg 1972 war er ohne große internationale Höhepunkte bis 1974 aktiv. Er wurde Bauingenieur und promovierte. In seiner aktiven Laufbahn startete der für den SC DHfK Leipzig und trainierte bei Alfred Sgonina. Er war zu dieser Zeit 1,95 m groß und wog 85 kg.
1972 erhielt er für seinen sportlichen Erfolg bei den Olympischen Spielen in München den Vaterländischen Verdienstorden in Bronze.
| Personendaten    | Personendaten                                       |
| ---------------- | --------------------------------------------------- |
| NAME             | Junge, Stefan                                       |
| KURZBESCHREIBUNG | deutscher Leichtathlet und Olympiamedaillengewinner |
| GEBURTSDATUM     | 1. September 1950                                   |
| GEBURTSORT       | Leipzig, Deutsche Demokratische Republik            |